# Cabeceira Grande
Cabeceira Grande est une municipalité brésilienne de l'État du Minas Gerais. Sa population était estimée à 6 600 habitants en 2009. Elle s'étend sur 1 025,991 km2.
Elle appartient à la Microrégion d'Unaí dans la Mésorégion du Nord-Ouest du Minas.

## Maires
| Période | Période | Identité                    | Étiquette | Qualité |
| ------- | ------- | --------------------------- | --------- | ------- |
| 2009    | 2012    | Antonio Nazare Santana Melo | PSDB      |         |